# Světlá (Krkonoše)
Světlá nebo Světlá hora (německy Lichte Höhe, Forst Berg) je vrchol v České republice ležící v Krkonoších.

## Poloha
Hora Světlá se nachází na jižním okraji východních Krkonoš asi 3 kilometry severně od Janských Lázní. Je druhým nejvyšším vrcholem masívu Černé hory. Zatímco se vrchol asi 2,5 km západně umístěné Černé hory nachází na náhorní plošině, tvoří vrchol Světlé charakteristickou kupoli.
Kromě severozápadní strany jsou svahy hory prudké a se značným převýšením. Severozápadně od vrcholu se nachází náhorní plošina, na které se rozkládá Černohorská rašelina. Hora se nachází na území Krkonošského národního parku.

## Vodstvo
Pod východním svahem Světlé protéká v hlubokém údolí řeka Úpa, do níž se stékají všechny potoky pramenící na úbočích hory nebo v přilehlých údolích. Za zmínku stojí Javoří potok protékající Javořím dolem pod severozápadním svahem hory a odvodňující část Černohorské rašeliny a Černohorský potok, který protéká pod jihozápadním svahem Těsným dolem, odděluje Světlou od Černé hory a protéká okrajem Janských Lázní.

## Vegetace
Vrcholové partie Světlé pokrýval souvislý porost smrku ztepilého. Poté, co došlo k jeho částečnému vykácení, se zde střídají zalesněné části s pasekami. Vrcholová kupole je stále pokryta lesem.

## Komunikace a stavby
Na vrchol Světlé žádná významnější cesta nevede, ani zde nejsou vybudovány žádné významnější stavby. Okolí obsluhují turisticky neznačené lesní cesty různé kvality. Nejblíže se nachází naučná stezka obcházející Černohorskou rašelinu a zeleně značená trasa KČT 4210 klesající po jihozápadním úbočí z Javořího dolu do Svobody nad Úpou.